# Даен, Алексей Игоревич
Алексе́й И́горевич Даен (30 октября 1975, Киев — 20 ноября 2010, Нью-Йорк) — американский русско- и англоязычный поэт, прозаик, публицист, редактор, переводчик.

## Биография
Алексей Даен родился 30 октября 1975 года в Киеве.
Из Киева переехал в Москву. С 1994 года жил в Нью-Йорке. В ранней юности играл рок-музыку и джаз, снимался в кино.
Состоял в международном литературном сообществе Olympoetry-movement. Главный редактор литературного журнала «Член$кий».
Умер 20 ноября 2010 года в Нью-Йорке от рака печени.
В вечере памяти Алексея Даена, который прошёл в Москве в клубе «Улица ОГИ» 11 мая 2011 года, приняли участие Данила Давыдов, Слава Лён, Андрей Полонский, Алексей Сосна, Евгений Степанов, Сергей Ташевский, Сергей Шабалин и др.

## Награды и премии
- Международная отметина имени отца русского футуризма Давида Бурлюка[5]